# Bureau Junction (Illinois)
Bureau Junction es una villa ubicada en el condado de Bureau en el estado estadounidense de Illinois. En el Censo de 2010 tenía una población de 322 habitantes y una densidad poblacional de 82,72 personas por km².

## Geografía
Bureau Junction se encuentra ubicada en las coordenadas 41°17′16″N 89°21′52″O / 41.28778, -89.36444. Según la Oficina del Censo de los Estados Unidos, Bureau Junction tiene una superficie total de 3,89 km², de la cual 3,72 km² corresponden a tierra firme y (4,39%) 0,17 km² es agua.

## Demografía
Según el censo de 2010, había 322 personas residiendo en Bureau Junction. La densidad de población era de 82,72 hab./km². De los 322 habitantes, Bureau Junction estaba compuesto por el 94,1% blancos, el 0,93% eran afroamericanos, el 0,93% eran amerindios, el 0,31% eran asiáticos, el 0% eran isleños del Pacífico, el 3,11% eran de otras razas y el 0,62% pertenecían a dos o más razas. Del total de la población el 6,52% eran hispanos o latinos de cualquier raza.